# Evangelische Kirche Beienheim
Die Evangelische Kirche Beienheim ist ein Kirchengebäude im Reichelsheimer Ortsteil Beienheim. Das 1778 neu erbaute Gotteshaus ist ein „schlichter flachdeckiger Saalbau mit hohen Stichbogenfenstern.“ Der rechteckige Saal ist längs zum Kirchturm gerichtet. Die Kirchengemeinde gehört zum Dekanat Wetterau in der Propstei Oberhessen der Evangelischen Kirche in Hessen und Nassau.

## Geschichte
Ein älterer Kirchenbau bestand bereits um 1300. Diese Kirche wird im 14. und 15. Jahrhundert als Filiale der Evangelischen Kirche Melbach erwähnt.  1484 wurde erstmals eine eigenständige Pfarrei Beienheim genannt. Das Kirchenpatronat hatte noch 1489 das Kloster Petersberg bei Fulda inne. In der Reformationszeit ging das Patronat an die Wais von Fauerbach, später an deren Erben, die Rau von Holzhausen, über. 1607 wurde der Chor neu gebaut.
Nach dem Dreißigjährigen Krieg wurde Beienheim erneut Filialkirche. Die Mutterkirchen waren Ossenheim, Melbach und Fauerbach, heute ein Stadtteil von Friedberg. 1684 ließ Adolf Rau von Holzhausen die Kirche wieder zur eigenständigen Kirche erheben und berief einen eigenen Pfarrer. Da die alte Kirche im Dreißigjährigen Krieg massiv beschädigt wurde und auch sonst erhebliche Mängel aufwies, begann Pfarrer Christian Egidius Eigenbrodt den Bau einer neuen Kirche voranzutreiben. Von ihm stammen auch die Pläne für die neue Kirche.
Von der alten Kirche ist der mittelalterliche Turmunterbau erhalten. In der Südseite des unteren Turmteils befindet sich ein Spitzbogenfenster.
1777 wurden die Mauern um den Kirchplatz abgerissen, um Baumaterial zu gewinnen. Im Herbst dieses Jahres wurde auch der Grundstein für die neue Kirche gelegt. Die Grundmauern der neuen Kirche wurden 1778 um das bestehende Gebäude gezogen und dieses dann abgerissen, als die neuen Mauern eine gewisse Höhe erreichten. Mitte Oktober des gleichen Jahres wurde die Einweihung gefeiert. Die Kosten für das Gebäude betrugen 2700 Gulden. Die neue Kirche besitzt auf den beiden Längsseiten im Süden und Norden jeweils fünf Fensterachsen.
Ein rundes Fenster mit dem Wappen der Rau von Holzhausen datiert aus dem Jahre 1576. Die Inschrift lautet: „Jost. Ruh v. Holzhausen und Margretta von Cronberg. 1576.“

## Ausstattung
Im Kircheninneren befindet sich eine L-förmige Empore. Unter der Empore auf Nordseite hängt ein Ölgemälde mit einer Abendmahlsdarstellung, die aus dem 17. Jahrhundert stammen soll. Adamy bezeichnete es als „nennenswerthe, wenn auch mässige Arbeit.“
Die Kanzel wurde wohl bei der Erbauung der neuen Kirche geschaffen. Eine unter der Kanzel angebrachte Bronzetafel nennt den 19. März 1778 als Tag der Grundsteinlegung.
Die flache Decke des Kirchenraums besitzt eine Voute.
Die zweimanualige Orgel mit elf Registern wurde 1963 vom Orgelbauer Rohlfing eingebaut.